# 나카군 (교토부)

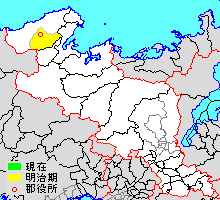
교토부 나카군의 위치

나카군(中郡)은 일본 교토부(단고국)에 있던 군이다. 예전에는 단바군(丹波郡)이라고도 불렸는데, 단고국이 단바국에서 분리되기 이전 및 이후에도 중세까지 이 이름으로 불렸다.

## 군역
1897년 행정 구역으로 발족 당시의 군역은 교탄고시의 일부에 해당한다.

## 역사
- 1879년)4월 10일 - 군구정촌 편제법이 교토부에서 시행되면서, 행정 구역으로서의 나카군(中郡)이 발족.

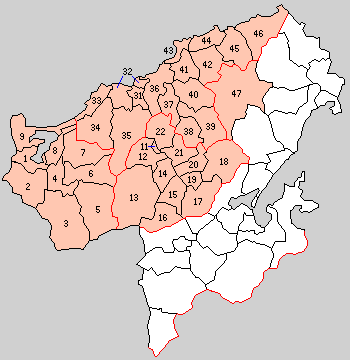
11.미네야마정 12.요시와라촌 13.고카촌 14.조젠촌 15.오노촌 16.쓰네요시촌 17.미에촌 18.이카가촌 19.스키촌 20.가와베촌 21.니야마촌 22.단바촌 (주황: 교탄고시 1~9는 구마노군 31~47은 다케노군)

- 1889년 4월 1일 - 정촌제 시행으로, 아래의 정촌이 발족. 전역이 현 교탄고시.(1정 11촌)
  - 미네야마정(峰山町)
  - 요시와라촌(吉原村)
  - 고카촌(五箇村)
  - 조젠촌(長善村)
  - 오노촌(大野村)
  - 쓰네요시촌(常吉村)
  - 미에촌(三重村)
  - 이카가촌(五十河村)
  - 스키촌(周枳村)
  - 가와베촌(河辺村)
  - 니야마촌(新山村)
  - 단바촌(丹波村)
- 1892년 3월 5일 - 오노촌이 분리되어, 일부 구역으로 구치오노촌(口大野村)이, 잔여부로 오쿠오노촌(奥大野村)이 각각 발족.(1정 12촌)
- 1899년 7월 1일 - 군제 시행.
- 1918년 7월 1일 - 단바촌의 일부와 요시와라촌의 일부가 미네야마정에 편입.
- 1951년 4월 1일 - 구치오노촌·오쿠오노촌·쓰네요시촌·미에촌·스키촌·가와베촌이 합병하여, 오미야정(大宮町)이 발족.(2정 6촌)
- 1955년 1월 1일 - 미네야마정·요시와라촌·고카촌·니야마촌·단바촌이 합병하여, 새로이 미네야마정이 발족.(2정 2촌)
- 1956년
  - 7월 1일 - 이카가촌이 오미야정에 편입.(2정 1촌)
  - 9월 30일 - 조젠촌이 분할되어, 일부가 미네야마정에, 잔여부가 오미야정에 각각 편입.(2정)
- 2004년 4월 1일 - 미네야마정·오미야정이 다케노군 아미노정·단고정·야사카정·구마노군 구미하마정과 합병하여 교탄고시(京丹後市)가 발족. 당일 나카군은 폐지됨.